# Mes Rafsanjan Football Club

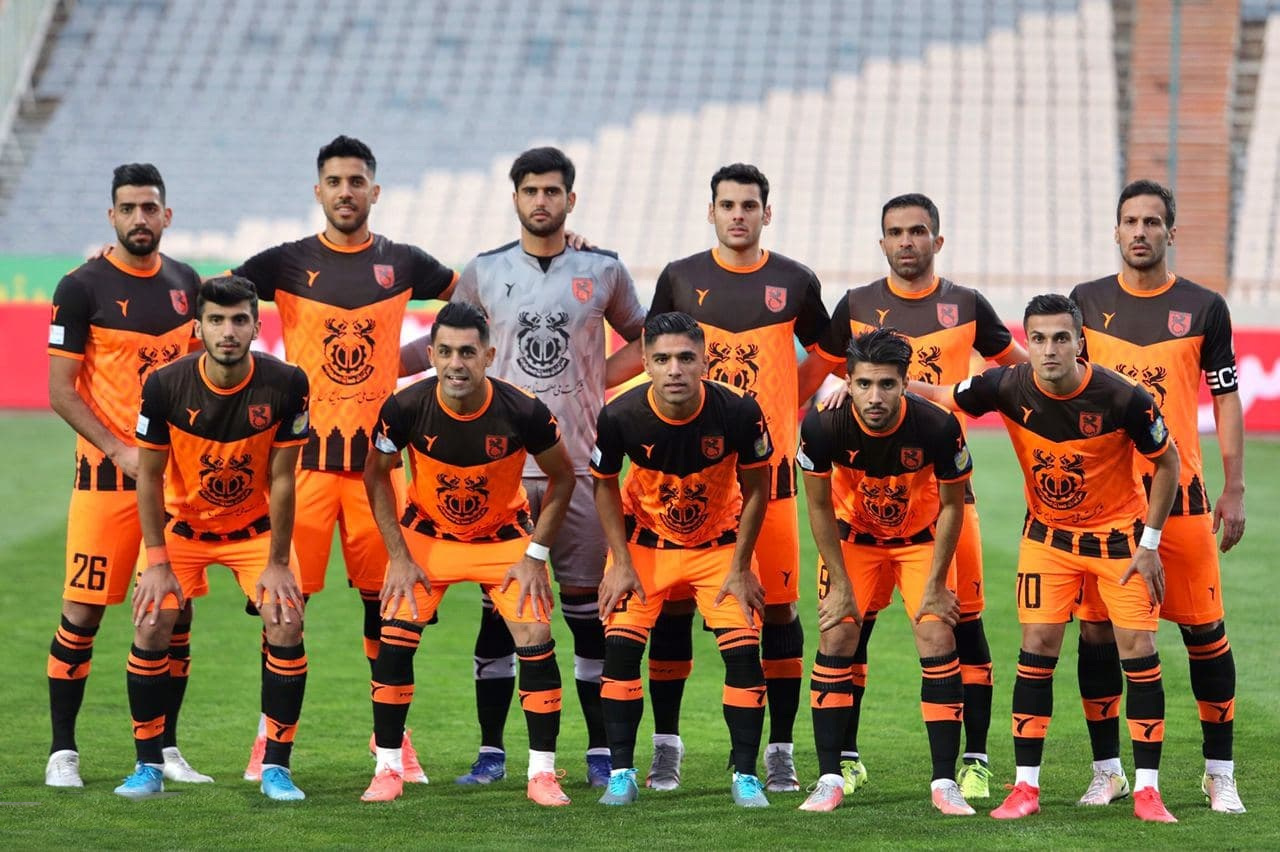
Una formazione del Mes Rafsanjan in campo il 7 novembre 2020.

Il Mes Rafsanjan Football Club (in persiano باشگاه فوتبال مس رفسنجان‎), noto come Mes Rafsanjan, è una società calcistica iraniana con sede a Rafsanjan. Milita nella Lega professionistica del Golfo persico, la massima divisione del campionato iraniano di calcio.
Fondato nel 1997, è di proprietà della compagnia nazionale Mes.

## Storia
Nella stagione 2023-2024 ha raggiunto per la prima volta nella sua storia la finale di Coppa d'Iran.

## Stadio
Disputa le partite casalinghe allo stadio Shohadaye Mes di Rafsanjan, impianto da 10 000 posti.

## Palmarès

### Competizioni nazionali
- Campionato iraniano di seconda divisione: 1

2019-2020

### Altri piazzamenti
- Campionato iraniano di seconda divisione:

Secondo posto: 2014-2015

## Organico

### Rosa 2024-2025
Aggiornata al 3 ottobre 2024.
| N. |                 | Ruolo | Calciatore             |
| -- | --------------- | ----- | ---------------------- |
| 1  | Iran (bandiera) | P     | Nasser Salari          |
| 2  | Iran (bandiera) | D     | Mohsen Tarhani         |
| 3  | Iran (bandiera) | D     | Hamed Noormohammadi    |
| 4  | Iran (bandiera) | D     | Aghil Kaabi            |
| 5  | Iran (bandiera) | D     | Mohammad Aghajanpour   |
| 6  | Iran (bandiera) | C     | Peyman Namvar          |
| 7  | Iran (bandiera) | A     | Rahim Zahivi           |
| 8  | Iran (bandiera) | A     | Mohammad Ghazi         |
| 9  | Iran (bandiera) | A     | Faraz Emamali          |
| 10 | Iran (bandiera) | C     | Ghaem Eslamikhah       |
| 11 | Iran (bandiera) | C     | Mehrdad Rezaei         |
| 12 | Iran (bandiera) | P     | Davoud Noushi Soufiani |
| 14 | Iran (bandiera) | C     | Meysam Naghizadeh      |
| 16 | Iran (bandiera) | C     | Alireza Naghizadeh     |
| 17 | Iran (bandiera) | A     | Alireza Arjmandian     |

| N. |                     | Ruolo | Calciatore                  |
| -- | ------------------- | ----- | --------------------------- |
| 18 | Iran (bandiera)     | C     | Mehrdad Avakh               |
| 21 | Iran (bandiera)     | D     | Omid Khaledi                |
| 23 | Iran (bandiera)     | C     | Mohsen Azarbad              |
| 26 | Iran (bandiera)     | D     | Masih Zahedi                |
| 27 | Iran (bandiera)     | A     | Hassan Alipour              |
| 44 | Germania (bandiera) | D     | Kofi Schulz                 |
| 66 | Iran (bandiera)     | C     | Ali Asghar Sadeghi          |
| 70 | Iran (bandiera)     | A     | Sajjad Ashouri              |
| 77 | Iran (bandiera)     | D     | Mohammad Hossein Karimzadeh |
| 88 | Iran (bandiera)     | C     | Houman Rabiezadeh           |
| 97 | Iran (bandiera)     | C     | Farshad Salarvand           |
| 99 | Iran (bandiera)     | A     | Saeid Karimi                |
|    | Iraq (bandiera)     | D     | Ali Adnan                   |
|    | Iran (bandiera)     | A     | Emad Mirjavan               |